# ریک کروسو
ریک جوزف کروسو (زاده ۷ ژانویه ۱۹۵۹) بیزنس‌من میلیاردر آمریکایی است. او بنیانگذار و مدیر اجرایی (مدیر عامل) کروسو، از شرکت‌های آمریکایی املاک و مستغلات است. کروسو که در حال حاضر به عنوان رئیس هیئت امنای دانشگاه کالیفرنیای جنوبی فعالیت می‌کند، رئیس کمیسیون پلیس لس آنجلس و یکی از اعضای هیئت کمیسران آب و برق بوده‌است. کاروسو که یکی از اعضای سابق حزب جمهوری‌خواه است، زمانی که در انتخابات شهرداری لس آنجلس در سال ۲۰۲۲ نامزد شد، وابستگی خود را به حزب دموکرات تغییر داد.

## سنین جوانی و تحصیل
کروسو در لس آنجلس به دنیا آمد. پدر او، هنری کروسو، بنیانگذار دالر رنت-ئه-کار و مالک بسیاری از نمایندگی‌های فروش خودرو در منطقه لس آنجلس بود. مادرش گلوریا در جوانی مدل بیلبورد بود. ریک در سال ۱۹۸۰ مدرک لیسانس را از دانشگاه کالیفرنیای جنوبی، که در آن از اعضای انجمن برادری سیگما آلفا اپسیلون، تروجان نایتس بود دریافت کرد و مدرک جی دی را از مدرسه حقوق دانشگاه پپرداین در سال ۱۹۸۳ به عنوان دانشور مارگارت مارتین بلاک دریافت کرد. در سال ۱۹۹۵، او به عنوان دانش‌آموخته سال توسط مدرسه حقوق پپرداین شناخته شد.

## حرفه کسب و کار
کاروسو وکیل املاک و مستغلات در بخش مالیه شرکتی در فینلی کومبل بود، اما در سال ۱۹۹۰، وکالت را ترک کرد تا به‌طور تمام وقت املاک تجاری خرده فروشی و مسکونی را توسعه دهد.
در سال ۱۹۸۷، او کروسو را تأسیس کرد، شرکتی که توسعه، مالک و مدیریت املاکی مانند دگروو در فارمرز مارکت در لس آنجلس، آمریکانا ات برند در گلندیل، کامنز در کلبسس، پرامنید در وستلیک، دلیکس در تاوزند اوکس (اجاره شده از شهر تاوزند اوکس)، ۸۵۰۰ برتون وی (در واترساید مارینا دل ری)، دهکده پلیسیدز در اقیانوس آرام، و رزوو میرامار بیچ در سانتا باربارا را بر عهده دارد.
در طول تصدی او به عنوان مدیر عامل شرکت، این شرکت در دو مورد در سال ۲۰۱۵ و در سال ۲۰۱۷ متهم به مشارکت در اقدامات طراحی شده برای کاهش آزادی بیان به دلیل رد تبلیغات یک مستند دربارهٔ نسل‌کشی ارامنه توسط یک مرکز خرید کروسو، امریکانا ات برند (در گلندیل، کالیفرنیا) شد. در حالی که اعتراضات عمومی در مورد تصمیم امریکانا وجود داشت، کروسو این ادعاها را رد کرد و تعهد خود را به رفتار منصفانه و با احترام برابر با همه تأیید کرد. تصمیم در مورد این آگهی بعداً لغو شد.
او در مورد مسائل مربوط به املاک و مستغلات در مدرسه اداره عمومی کندی در دانشگاه هاروارد، مدرسه سیاست عمومی پرایس یواس‌سی و کنفرانس جهانی موسسه میلکن سخنرانی کرده‌است. کروسو سالانه به عنوان سخنران میهمان در شورای بین‌المللی مراکز خرید شرکت می‌کند.

## انتخابات شهردار لس آنجلس ۲۰۲۲
کاروسو ایده نامزدی برای شهرداری لس آنجلس را در انتخابات ۲۰۰۹ و ۲۰۱۳ مطرح کرد، اگرچه در نهایت نامزد نشد.
او در سال ۲۰۱۹ برای شرکت در انتخابات ۲۰۲۲ ابراز علاقه کرد. این توجه در طول همه‌گیری کووید-۱۹، زمانی که کروسو برای کمک به کاخ سفید در تسهیل بازیابی آینده آمریکا از این بیماری انتخاب شد، علنی شد. او در این مدت مصاحبه‌های متعددی در مورد اولویت‌بندی کسب و کارهای کوچک در دوران بازیابی انجام داد. کاروسو کمپین خود را برای انتخابات ۲۰۲۲ در ۱۱ فوریه ۲۰۲۲، یک روز قبل از پایان مهلت ثبت نام آغاز کرد.

## زندگی شخصی
ریک کاروسو و همسرش تینا چهار فرزند دارند: الکس، گریگوری، جاستین و جیانا. آنها در بخش مرفه برنت وود لس آنجلس زندگی می‌کنند. هر چهار فرزند در دانشگاه کالیفرنیای جنوبی که پدرشان در آن تحصیل کرده و میلیون‌ها دلار به آن کمک کرده‌است تحصیل کرده‌اند. کاروسو، از طریق یک تراست، هزینه یک عمارت ۴٫۴ میلیونی در پسیفیک پالیسیدز برای پسرش جاستین را پرداخت کرد. کاروسو یک کاتولیک معتقد است.